# The X Factor, XSeer Al Najah
The X Factor (in arabo Xسير النجاح ‎?, XSeer Al Najah, letteralmente tradotto "Elisir" o "Essenza del successo") è la versione araba del talent show britannico The X Factor. I 14 episodi della prima serie, iniziata il 26 marzo 2006, sono stati trasmessi in 22 paesi di lingua araba da Rotana TV.
Nonostante il grande successo, dopo la seconda edizione il programma è stato interrotto a causa del talent show rivale Star Academy, in onda su LBC.
Il programma si ispira alla versione britannica, ma la divisione delle categorie è leggermente diversa:
- 16-25;
- 25-30;
- Gruppi vocali.

## Prima edizione (2006)
- Presentatore: Joelle Rahme
- Giudici:
  - Nelly Artin Kalfayan (Egitto)
  - Khaled El Sheikh (Bahrain)
  - Michel Elefteriades (Libano, Grecia)
- Vincitore: Rajaa Kasabni (Marocco)
- Secondo classificato: Ahmed (Egitto)

## Seconda edizione (2007)
- Presentatore: Joelle Rahme
- Giudici:
  - Anoushka (Egitto)
  - Khaled El Sheikh (Bahrain)
  - Michel Elefteriades (Libano, (Grecia)
- Vincitore: Muhammad El Majzoub (Siria)
- Secondo classificato: Bouchra (Marocco)